# YUBA liga 2005-2006
La YUBA liga 2005-2006 è stata la quattordicesima edizione del massimo campionato serbo-montenegrino di pallacanestro maschile. La vittoria finale è stata ad appannaggio del Partizan Belgrado.
Fu l'ultima edizione della YUBA liga, dato che con la separazione della Serbia e Montenegro in due stati indipendenti, la stagione successiva vennero inaugurati il campionato serbo, e quello montenegrino.

## Regular season

### Classifica Prva liga
|     | Squadra                 | G  | V  | P  | PF    | PS    | Pt. | Qualificazione |
| --- | ----------------------- | -- | -- | -- | ----- | ----- | --- | -------------- |
| 1.  | Budućnost Podgorica     | 22 | 19 | 3  | 1.937 | 1.651 | 41  | superliga      |
| 2.  | Mornar Bar              | 22 | 14 | 8  | 1.853 | 1.851 | 36  | superliga      |
| 3.  | OKK Belgrado            | 22 | 13 | 9  | 1.915 | 1.844 | 35  | superliga      |
| 4.  | Mašinac Kraljevo        | 22 | 13 | 9  | 1.732 | 1.733 | 35  | superliga      |
| 5.  | Zdravlje Leskovac       | 22 | 12 | 10 | 1.827 | 1.722 | 34  | superliga      |
| 6.  | Borac Čačak             | 22 | 11 | 11 | 1.813 | 1.838 | 33  | superliga      |
| 7.  | Atlas Belgrado          | 22 | 11 | 11 | 1.883 | 1.871 | 33  | superliga      |
| 8.  | Ergonom Niš             | 22 | 10 | 12 | 1.844 | 1.891 | 32  |                |
| 9.  | Sloga Kraljevo          | 22 | 10 | 12 | 1.795 | 1.826 | 32  |                |
| 10. | Mega Ishrana            | 22 | 9  | 13 | 1.769 | 1.774 | 31  |                |
| 11. | Napredak Rubin Kruševac | 22 | 6  | 16 | 1.807 | 1.945 | 28  |                |
| 12. | Primorka Bar            | 22 | 4  | 18 | 1.767 | 1.996 | 26  |                |

### Classifica Superliga

#### Gruppo A
|    | Squadra             | G  | V | P | PF  | PS  | Pt. | Qualificazione |
| -- | ------------------- | -- | - | - | --- | --- | --- | -------------- |
| 1. | Partizan Belgrado   | 10 | 9 | 1 | 960 | 780 | 19  | playoffs       |
| 2. | FMP Železnik        | 10 | 9 | 1 | 882 | 769 | 19  | playoffs       |
| 3. | Vojvodina Srbijagas | 10 | 6 | 4 | 858 | 859 | 16  |                |
| 4. | Borac Čačak         | 10 | 2 | 8 | 814 | 899 | 12  |                |
| 5. | Mornar Bar          | 10 | 2 | 8 | 823 | 930 | 12  |                |
| 6. | Mašinac Kraljevo    | 10 | 2 | 8 | 753 | 853 | 12  |                |

#### Gruppo B
|    | Squadra               | G  | V | P  | PF  | PS  | Pt. | Qualificazione |
| -- | --------------------- | -- | - | -- | --- | --- | --- | -------------- |
| 1. | Stella Rossa Belgrado | 10 | 9 | 1  | 909 | 796 | 19  | playoffs       |
| 2. | Budućnost Podgorica   | 10 | 8 | 2  | 799 | 760 | 18  | playoffs       |
| 3. | Hemofarm Vršac        | 10 | 6 | 4  | 867 | 812 | 16  |                |
| 4. | OKK Belgrado          | 10 | 5 | 5  | 873 | 889 | 15  |                |
| 5. | Zdravlje Leskovac     | 10 | 2 | 8  | 813 | 912 | 12  |                |
| 6. | Atlas Belgrado        | 10 | 0 | 10 | 811 | 903 | 10  |                |

## Playoff
|  | Semifinali   | Semifinali   | Semifinali   |              |          | Finale   | Finale | Finale |  |
|  |              |              |              |              |          |          |        |        |  |
|  | Partizan     | Partizan     | 3            |              |          |          |        |        |  |
|  | Partizan     | Partizan     | 3            |              |          |          |        |        |  |
|  | Budućnost    | Budućnost    | 0            |              |          |          |        |        |  |
|  | Budućnost    | Budućnost    | 0            |              | Partizan | Partizan | 3      |        |  |
|  |              |              |              |              | Partizan | Partizan | 3      |        |  |
|  |              |              | Stella Rossa | Stella Rossa | 0        |          |        |        |  |
|  | Stella Rossa | Stella Rossa | Stella Rossa | Stella Rossa | 0        | 3        |        |        |  |
|  | Stella Rossa | Stella Rossa |              |              |          |          |        |        |  |
|  | FMP Železnik | FMP Železnik | 2            |              |          |          |        |        |  |

| YUBA liga 2005-2006         |
| --------------------------- |
| Partizan Belgrado 8º titolo |

## Formazione vincitrice
| N° | Naz.                           | Ruolo | Sportivo             |  | Alt. |  |
| -- | ------------------------------ | ----- | -------------------- |  | ---- |  |
|    | Serbia e Montenegro (bandiera) | G     | Uroš Tripković       |  | 197  |  |
|    | Serbia e Montenegro (bandiera) | A     | Luka Bogdanović      |  | 204  |  |
|    | Serbia e Montenegro (bandiera) | C     | Kosta Perović        |  | 218  |  |
|    | Serbia e Montenegro (bandiera) | A     | Predrag Šuput        |  | 204  |  |
|    | Serbia e Montenegro (bandiera) | G     | Nenad Stefanović     |  | 193  |  |
|    | Serbia e Montenegro (bandiera) | C     | Dejan Borovnjak      |  | 209  |  |
|    | Serbia e Montenegro (bandiera) | P     | Boris Bakić          |  | 193  |  |
|    | Serbia e Montenegro (bandiera) | AG    | Novica Veličković    |  | 204  |  |
|    | Serbia e Montenegro (bandiera) | AC    | Dejan Milojević      |  | 201  |  |
|    | Serbia e Montenegro (bandiera) | C     | Nikola Peković       |  | 211  |  |
|    | Serbia e Montenegro (bandiera) | G     | Aleksandar Smiljanić |  | 195  |  |
|    | Serbia e Montenegro (bandiera) | G     | Petar Božić          |  | 197  |  |
|    | Stati Uniti (bandiera)         | P     | Vonteego Cummings    |  | 191  |  |
|    | Serbia e Montenegro (bandiera) | All.  | Duško Vujošević      |  |      |  |